# Szymon Sabinka
Szymon Sabinka, również Sabinek (zm. prawdopodobnie po 1575, nie później niż w 1590) – nadworny krawiec króla Zygmunta Augusta.
Jego ojciec Stanisław był miecznikiem, matka miała na imię Sabina. Możliwe iż osoba ojca jest tożsama ze Stanisławem Reszką ze Stradomia, starszym cechu mieczników krakowskich. Według nieistniejącego już epitafium rodzinnego Stanisław miał używać nazwiska Kamieński, a przydomek „Sabinka” jego czterej synowie mieli przyjąć od imienia matki.
Szymon miał trzech braci: Bartłomieja (zm. w 1556, nadworny lekarz króla Zygmunta Augusta, pochowany w katedrze wawelskiej), Walentego (senior szkoły zamkowej na Wawelu w latach 1548–1549, następnie studiował medycynę prawdopodobnie we Włoszech, w roku 1553 – kanonik w kolegiacie Najświętszej Marii Panny w Sandomierzu i proboszcz w Zawichoście, zmarł w Padwie) i Tomasza (nobilitowany, herbu Glaubicz).
Sam Szymon uzyskał stanowisko krawca na dworze królewskim w roku 1555, prawdopodobnie dzięki wstawiennictwu ustosunkowanego na dworze brata Bartłomieja.
Wiadomo też, że w drugiej połowie XVI wieku był właścicielem jednej z kamienic na krakowskim Rynku, tzw. kamienicy Pod Opatrznością. Stała się ona własnością Sabinki w roku 1551 lub nieco wcześniej, jego nazwisko jest wzmiankowane w krakowskiej księdze szosu dotyczącej tego okresu i w aktach radzieckich dotyczących roku 1554. Za lokatora miał Sabinka niejakiego Stanislausa apotecariusa, o którym brak dokładniejszych informacji. Według różnych badaczy kamienica przeszła w ręce kolejnego właściciela – włoskiego kupca Laurentego Lenca (Wawrzyńca Lencza) – przed rokiem 1577 lub w 1590.
Z zachowanych rachunków za zakup sprowadzanych tkanin wystawianych królowi Zygmuntowi Augustowi przez rezydującego w Krakowie włoskiego agenta bławatnego Nelli Lorenzza wiadomo, że Sabinka szył m.in. suknie dla królewny Anny Jagiellonki i szaty dla samego króla. Szył również zimowe okrycia z lisich skórek dla używanych przez króla do polowań, wrażliwych na zimno, psów rasy bloodhound.
10 stycznia 1568 roku Zygmunt August nagrodził go za długoletnią służbę, nadając mu na prawie lennym dworzec Charytonowski pod Mejszagołą na Litwie. Został pochowany w kaplicy św. Szymona w wileńskim kościele Bernardynów.